# José Manuel Esnal
José Manuel Esnal, Mané, és un entrenador de futbol basc nascut a Balmaseda (Biscaia) el 25 de març de 1950.
El tècnic basc començà la seva trajectòria com a entrenador a l'equip de la seva ciutat natal, Balmaseda, a principis de la dècada dels vuitanta, en la qual també va entrenar al Barakaldo, al Sestao i al Deportivo Alavés. No obstant això, el seu primer gran èxit arribaria entrenant a la UE Figueres, on aconseguí ascendir a l'equip empordanès de Segona Divisió B a la Segona Divisió estatal.
Aquest èxit el catapultà a la banqueta de la Unió Esportiva Lleida, club en el qual també assolí diversos ascensos i en el qual entrenà durant set temporades. A la temporada 1990-91 guanyà el seu grup de la Segona Divisió B i la 1993-94 guanyà el campionat de Segona Divisió, portant així a la UE Lleida a la màxima categoria del futbol espanyol on l'equip lleidatà obtingué vèncer al Futbol Club Barcelona 0-1 al Camp Nou i al Reial Madrid 2-1 al Camp d'Esports de Lleida, això no obstant, la UE Lleida acabaria descendint de categoria. De nou a la Segona Divisió, l'equip acabaria tercer a final de temporada però perdent la Promoció d'Ascens amb el Sporting de Gijón.
Després de deixar el Lleida, Mané entrenà el RCD Mallorca i el Llevant UE, arribant al 1997 a la banqueta de Mendizorroza per fer-se novament càrrec del Deportivo Alavés, el qual el portà del fons de la classificació de Segona Divisió espanyola a tota una final de la Copa de la UEFA que perdé 4-5 enfront del Liverpool en el Westfallstadium de Dortmund el 16 de març de 2001.
La temporada 2005-06 tornà a fer-se càrrec del Llevant UE, al qual aconseguí ascendir de Segona Divisió a Primera, mentre que a la següent campanya es feu càrrec de l'Athletic Club, després de la destitució de Félix Sarriugarte, aconseguint mantenir a primera divisió l'equip basc.
L'1 de desembre de 2008 fitxa pel RCD Espanyol de Barcelona en substitució de "Tintín" Márquez, això no obstant, els resultats de l'equip no milloren i és destituït el 20 de gener de 2009, essent substituït per Mauricio Pochettino.

## Equips entrenats
- 1980-1982: Barakaldo CF
- 1982-1984: Sestao River
- 1984-1985: Deportivo Alavés
- 1985-1987: UE Figueres
- 1988-1995: UE Lleida
- 1995-1996: Reial Mallorca
- 1996-1997: Llevant UE
- 1997-2003: Deportivo Alavés
- 2005-2006: Llevant UE
- 2006-2007: Athletic Club
- 2008-2009: RCD Espanyol

## Palmarès
UE Figueres
- Segona Divisió B
  - Promoció: 1985-86

UE Lleida
- Segona Divisió
  - Campió: 1992-93
  - Tercer: 1994-95
- Segona Divisió B
  - Campió: 1989-90
- Copa Catalunya
  - Finalista: 1992 i 1999
- Trofeu Ciutat de Lleida: 2
  - Campió:1992 i 1994

Deportivo Alavés
- Segona Divisió
  - Campió: 1997-98
- Copa de la UEFA
  - Finalista: 2001

Llevant UE
- Segona Divisió
  - Tercer: 2005-06